# Képessy József (vízépítő mérnök)
Képessy József (Orosháza, 1818. február 25. – Temesvár, 1876. október 25.) földbirtokos, vízépítő mérnök, országos középítészeti felügyelő, a Tisza-szabályozás egyik első, meghatározó egyénisége.

## Élete
Képessy György főorvos és Zuber Terézia gyermekeként született. Iskolai tanulmányait Szegeden, Aradon és Temesváron végezte. Bölcseleti tudományokat a pesti Mérnöki Intézet egyetemi tanszékén hallgatott, ahol 1839-ben szerezte meg a mérnöki oklevelet. Továbbképzés céljából - 1841-ben Bécsbe utazott. A császárvárosból visszatérve 1843-ban, mint tiszteletbeli megyei mérnök a Wodianer család és idősebb Eszterházy Mihály gróf birtokain tevékenykedett. A Jelenkor, a Társalkodó és a Gazdasági Lapok című folyóiratokban rendszeresen publikálta élményeit. Írásainak köszönhető, hogy 29 éves korában mint fiatal szakemberre, Széchenyi István gróf figyelt fel. Hamarosan a Tisza-szabályozás VI. folyamosztályának igazgató mérnökévé neveztette ki, mi több, rövid időn belül a bécsi Tiszaszabályozási osztály főmérnöke lett. Ettől fogva az alsó vidék vízszabályozó munkálataiban életfogytáig szakadatlanul részt vett. Eredményes gyakorlati és tovább gyarapodó irodalmi munkássága a kor egyik nemzetközileg elismert vízügyi tekintélyévé tette. 
Mivel 1849 elején Ó-Kanizsán a forradalmi vérbíróságnak jegyzője volt, a szabadságharc leverése után segédmérnökké degradálták és Kassára került. Tizennégy hónapon keresztül a Galíciába vezető út építésével foglalkozott. 1850-ben ismét Bács-vármegyébe került vissza. Társszerzőként 1852. július 7-én terjesztette be a Maros torkolatának javítására vonatkozó terve ismertetését. Ezen előterjesztésnek azonban a szegedi városvezetés ellenállása miatt nem lehetett eredménye. 1853-ban ismét főmérnök lett, és az első londoni kiállítás alkalmából magasabb külföldi tanulmányútra indult. Beutazta Németalföldet, ahol az ottani poldereket (belvízlevezetés állandó vízemeléses technikával) tanulmányozta. Angliát és Franciaországot is bejárva, 1854-ben tér haza. Hamarosan a szegedi Tiszaszabályozó osztály vezetője lett, majd 1859 és 1864 között az öntözések tanulmányozása végett kétszer is Itáliába utazott. 1866-ban a király rendeletére a hadügyminisztérium felkérte a német-bánáti határőrvidék vízi munkálatainak – a Temes és Béga folyók szabályozásának és hajózhatóvá tételének és az ezzel kapcsolatos vízrendezéseknek, illetve a Temesvártól a Tiszáig a kostélyi új fenékgát és a topolovici új-zsilip terveinek – előkészítésre. Egy évvel később a beindult állami vállalkozás igazgatójává nevezték ki, 1869-ben pedig megbízták a Rába és Rábcza szabályozása terveinek kidolgozásával is. 1871. január 19-én a közlekedésügyi minisztérium jóváhagyásával Szapáry István gróf kormánybiztossá avatta, és felkérte az árvédelemre vonatkozó terv elkészítésére. Ekkor készült jegyzetei, és az 1873-ra kiteljesedő munkálatok a Bánságra korszakalkotó hatást gyakoroltak.

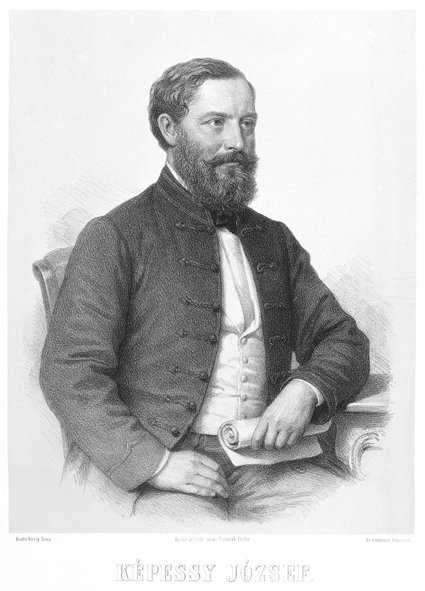
Vereby Soma - Légrády testvérek: Képessy József portréja (litográfia, 19. század második fele)

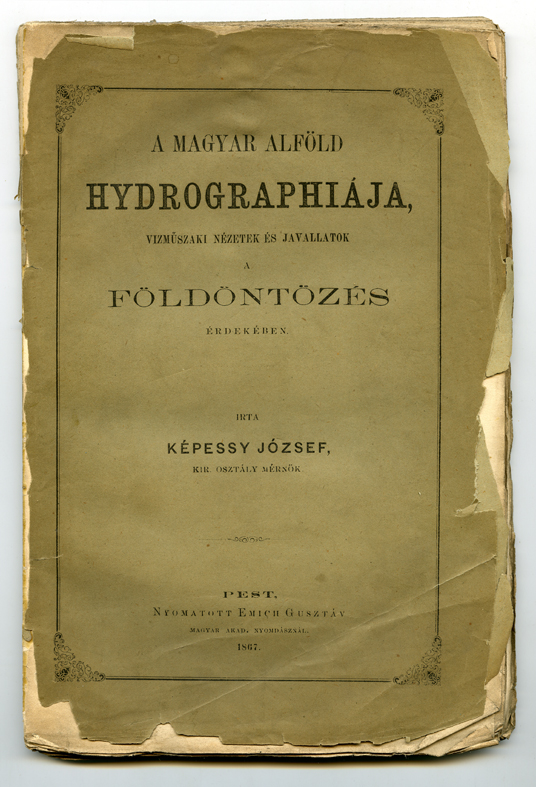
A magyar Alföld hydrographiája, vízműszaki nézetek és javaslatok a földöntözés érdekében (Pest, 1867)

A vízügyeken kívül sok más hasznos tevékenységet is folytatott. A törökbecsei (ma: Novi Bečej, Szerbia) takarékpénztár elnökeként közéleti szerepet is vállalt, megalapította a városban a kaszinót, faiskolát létesített, búzafajtát nemesített, amellyel az 1867-es párizsi kiállításon díjat nyert. 1876. október 25-én - egy hivatalos út során - Temesváron halt meg.

## Fontosabb munkái
- A magyar Alföld hydrographiája, vízműszaki nézetek és javaslatok a földöntözés érdekében (Pest, 1867)
- Javaslat a Bánát közbenső vízhálózatának szabályozásairól (Temesvár, 1873)